# Сумароков Ігор Володимирович
І́гор Володи́мирович Сумаро́ков — рядовий Міністерства внутрішніх справ України.

## Нагороди
За особисту мужність і героїзм, виявлені у захисті державного суверенітету та територіальної цілісності України, вірність військовій присязі під час російсько-української війни
- нагороджений орденом «За мужність» III ступеня (22.1.2015).